# Fort Umm Marrahi

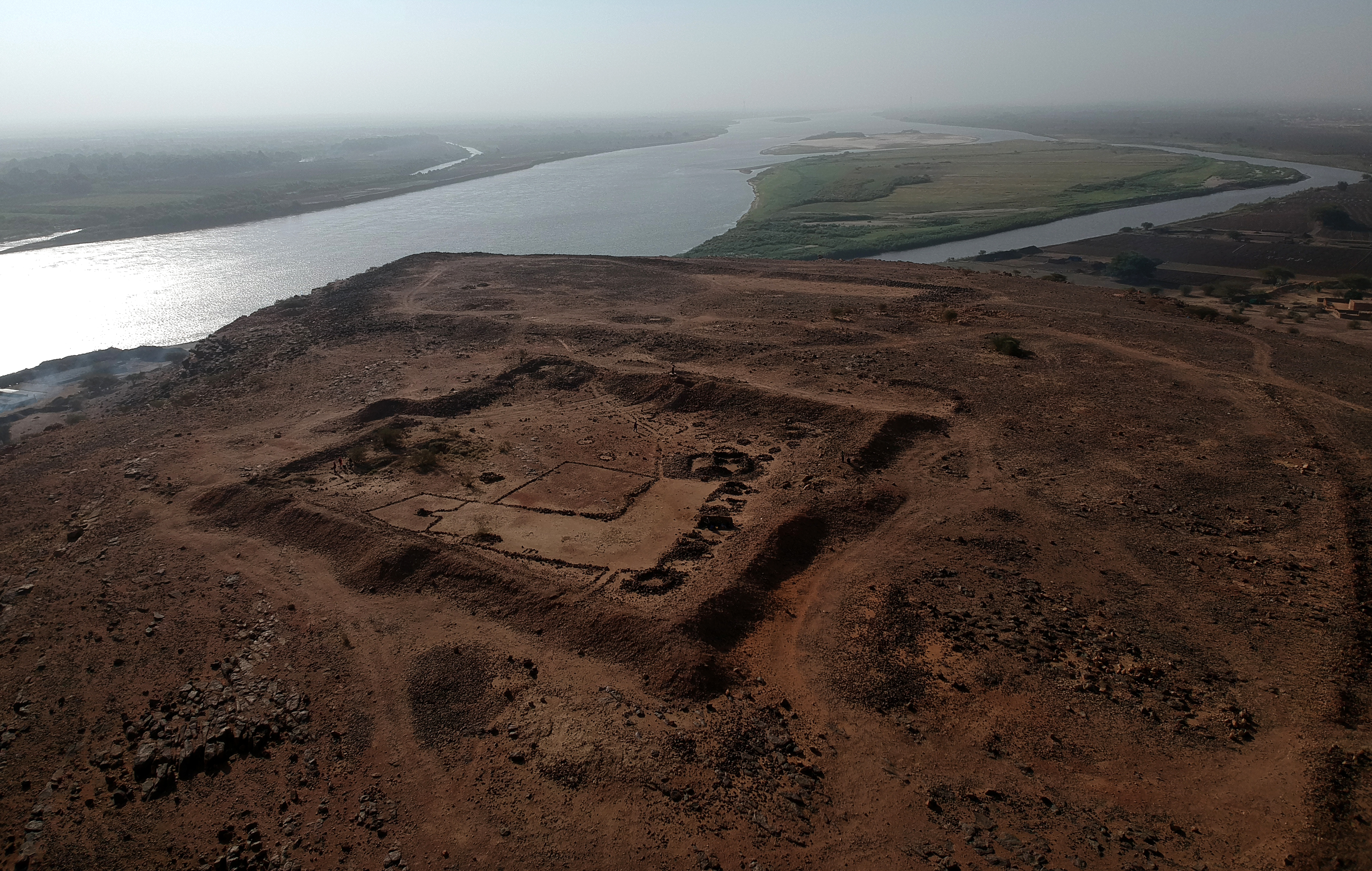
Ruiny fortu Umm Marrahi w 2018

Fort na szczycie wzgórza Umm Marrahi (Prowincja Chartum, Sudan, współrzędne geograficzne 15°58'39.93"N 32°32'58.97"E, EPSG: 3857). Został zbudowany w 2. połowie VI wieku n.e. W tamtym czasie tereny te podlegały królestwu Alwy, którego stolica - Soba znajduje się w odległości około 50 km od Umm Marrahi. 
Fort na szczycie wzgórza jest regularnym założeniem obronnym, wzniesionym na planie czworoboku o wymiarach wewnętrznych 67x63 metrów. Mury w 2018 były zachowane do wysokości około 1,5 metra, oryginalnie miały wysokość 3,5 metra. Narożniki były wzmocnione kamiennymi bastejami. Basteje znajdowały się również pośrodku kurtyny północnej, zachodniej oraz południowej. Jedyna brama znajdowała się od strony rzeki, pośrodku kurtyny wschodniej.
Fort był użytkowany od 2. połowy VI wieku do 1. połowy VII wieku. Po tym czasie został opuszczony na około 1000 lat. Kolejne ślady osadnictwa wewnątrz fortu wydatowano na okres Fundż (XVI-XIX wieku). Pod koniec XIX wieku fort był wykorzystywany w czasie powstania Mahdiego, zarówno przez derwiszów jak i wojska brytyjsko-egipskie. W czasie II Wojny Światowej na wzgórzu umieszczono baterię dział przeciwlotniczych. Przez XX i XXI wiek obszar wewnątrz fortu był również wykorzystywany przez lokalne bractwo sufickie (Tarika Tayibiyya) w rytuałach.